# Прилипко Юрій Ілліч

Юрій Ілліч Прилипко (11 серпня 1960, Гостомель, Києво-Святошинський район, Київська область, Українська РСР, СРСР — 3 березня 2022, Гостомель, Бучанський район, Київська область, Україна) — український політик. Селищний голова Гостомеля (2015—2022), депутат Ірпінської міської ради протягом трьох скликань (до 2015).
Вбитий російськими окупантами.

## Біографія
Народився 11 серпня 1960 року в Гостомелі Київської області у родині робітників (батько — водій автопідприємства, мати працювала кухарем).

### Освіта
- У 1975 році закінчив вісім класів Гостомельської селищної середньої школи і вступив до Катюжанського сільського професійно-технічного училища № 21 на спеціальність: «Механізатор меліоративних робіт», яке закінчив у 1978 році.

- У 1985 році закінчив трирічний Університет марксизму-ленінізму, отримавши вищу освіту у системі політичного навчання.

### Військова служба
- З 1978 по 1980 рік проходив дійсну військову службу в м. Дрезден у складі Групи радянських військ у Німеччині.

### Трудова діяльність
- 1980—1988 рр. — працював водієм автобази № 513.

- 1988—1991 рр. — працював водієм Ірпінського автопарку № 13250.

- 1991—1993 рр. — працював заступником голови кооперативу «Нектар».

- З 23 лютого 1993 року займався підприємницькою діяльністю, створивши приватне мале підприємство «Міраж».

### Громадська діяльність
- Представляв громаду Гостомеля в Ірпінській міській раді протягом трьох скликань.

### На посаді селищного голови
Переміг на виборах міського голови Гостомеля у 2015 році. 2018 року суд на два місяці відсторонив його від займаної посади за клопотанням прокурора за підозрою у розтраті бюджетних коштів під час асфальтування доріг у селищі.
На виборах у листопаді 2020 року Прилипка знову обрали міським головою Гостомеля та очолив Гостомельську об'єднану територіальну громаду. У грудні 2021 року був відсторонений від займаної посади на час досудового слідства за підозрою в хабарництві.
Юрій Прилипко допомагав переховувати автопарк засудженого за державну зраду колишнього Президента України Віктора Януковича, за що піддавався громадській критиці. Юрій Прилипко виступав проти виділення землі ветеранам АТО, через що у нього був конфлікт з ними. Піддавався критиці з боку активістів "Миротворця"
Російськими сайтами була поширена сумнівна інформація, що глава Гостомеля нібито був убитий за те, що пішов на контакт з російськими військами.
Прилипка та двох волонтерів вбили пострілом в голову російські окупанти, коли вони роздавали людям хліб і ліки 7 березня 2022 року.

### Сім'я
Був одружений. Мав трьох дітей — Ольга (нар. 1984), Надія (нар. 1988) та Вячеслав (нар. 1989).

## Відзнаки
- Орден «За мужність» III ст. (24 березня 2022, посмертно) — за вагомий особистий внесок у захист державного суверенітету та територіальної цілісності України, мужність і самовіддані дії, виявлені під час організації оборони населених пунктів від російських загарбників[10]
- Нагороджений українською православною церквою Київського патріархату Почесною відзнакою «Георгія Побідоносця» — золотим хрестом 1, 2 і 3-го ступеня.
- Юрій Ілліч Прилипко є почесним громадянином селища Гостомель. Нагороджений багатьма подяками, грамотами й дипломами від державних установ та суспільних організацій за меценатську діяльність у розвитку культури, спорту, медицини та освіти Ірпінського регіону, Бородянського та Вишгородського районів.